# Aileen Carroll
Pour les articles homonymes, voir Carroll.
Aileen Carroll (née O'Leary) (1er juin 1944-19 avril 2020) est une femme politique canadienne en Ontario. Elle représente la circonscription fédérale ontarienne de Barrie—Simcoe—Bradford et de Barrie à titre de députée libérale de 1997 à 2006. Elle occupe la fonction de ministre de la Coopération internationale dans le cabinet de Paul Martin
De 2007 à 2011, elle est députée libérale de la circonscription provinciale de Barrie et occupe le poste de ministre de la Culture (en) dans le cabinet de Dalton McGuinty.

## Biographie
Né à Halifax en Nouvelle-Écosse, Carroll complète un Bachelor of Arts de l'Université Saint Mary's d'Halifax en 1965 et un baccalauréat en Éducation de l'Université York de Toronto en 1989.

### Politique

#### Municipal
Carroll entame une carrière politique en servant comme conseillère municipal du district du centre-ville au conseil municipal de la ville de Barrie,.

#### Fédéral
Élue député en 1997 dans la nouvelle circonscription de Barrie—Simcoe—Bradford, elle est réélue en 2000, et à nouveau dans Barrie en 2004.
Nommée secrétaire aux Affaires étrangères en 2001, elle est promue ministre de la Coopération internationale, ministère responsable de l'Agence canadienne de développement international, en 2003. Occupant le poste jusqu'à la défaite libérale de 2006, elle est la première personne provenant de Barrie à occuper un poste de ministre dans le cabinet fédéral.
Lors de la course à la chefferie de 2003, elle supporte la candidature de Paul Martin et lors de la  course à la direction du Parti libéral du Canada de 2006 cette de Michael Ignatieff.

#### Provincial
Élue dans Barrie en 2007 contre le député progressiste-conservateur sortant Joe Tascona (en). Elle est nommée ministre de la Culture peu après l'élection et occupe le poste jusqu'en janvier 2010. À l'approche des élections de 2011, elle annonce ne pas vouloir solliciter de nouveau mandat.
Après son mandat de députée, elle continue de travailler au sein de l'association libérale de la circonscription de Barrie. En 2012, elle apporte son soutien à Kathleen Wynne lors de la course à la chefferie libérale (en) de 2013.